# Nubnefer
Nubnefer   (mil·lenni III aC - valor desconegut) fou un rei de la dinastia II de l'antic Egipte. Es creu que seria el sisè de la llista i que potser només va regnar al Baix Egipte amb capital a Memfis, mentre Peribsen (i abans Sekhemib) regnaven a l'Alt Egipte, amb capital a Abidos o Tinis. Hi ha troballes que esmenten un rei de l'antic Egipte anomenat Kara que s'ha suggerit identificar amb Nubnefer perquè a la seva llista Manethó l'esmenta com a Khaires.

## Nom a les fonts
El nom "Nubnefer" apareix en dos fragments de vaixells de pedra negra trobats a les Galeries del Sud a la necròpolis del rei Djoser (3a Dinastia) a Sakkara , esmentant un edifici anomenat "Menti-Ankh" ("La vida pot perdurar"), que va ser fundat durant el regnat del rei Nynetjer. Per tant, egiptòlegs com Peter Kaplony, Jochem Kahl i Francesco Tiradritti creuen que el regnat de Nubnefer s'hauria de situar cronològicament a prop del de Nynetjer. El nom de Nubnefer no apareix en cap altre document contemporani o pòstum.
Només se'l coneix per inscripcions trobades a Saqqara. La llista d'Abidos no l'esmenta i la de Saqqara i el papir de Torí esmenten un rei Kara, però Nubnefer podria ser un rei en l'espai o llacuna (Hudjefa) deixat pels escribes (hi van escriure Hudjefa, però suposadament no com a nom d'un rei, sinó com a equivalent a "desconegut").
Les seves inscripcions són al complex funerari de Djoser, a les galeries de l'est i al forat de la casa del tresor al sud. Es tracta d'inscripcions gravades en gerres de pedra.
La seva tomba no s'ha trobat encara, però com les dels altres faraons de l'època se suposa que és a Saqqara. Com a successor, es col·loca Neferkare.

## Identitat
Egiptòlegs com Battiscombe Gunn i Iorwerth Eiddon Stephen Edwards creu que el nom "Nubnefer" podria ser el nom de naixement del rei Raneb. En canvi, egiptòlegs com Wolfgang Helck i Toby Wilkinson pensen que Nubnefer va ser el successor immediat de Nynetjer. Peter Kaplony identifica Nubnefer com un rei que ha governat entre els reis Wadjenes i Senedj.